# James Wilkinson (Segler)
James Wilkinson (* 28. Februar 1951 in Howth) ist ein ehemaliger irischer Segler.

## Erfolge
James Wilkinson nahm an zwei Olympischen Spielen in der Bootsklasse Flying Dutchman teil. 1976 in Montreal belegte er bei seinem Olympiadebüt mit Barry O’Neill den 19. Platz. Vier Jahre darauf in Moskau ging er mit David Wilkins an den Start. In sechs der sieben Wettfahrten wurden sie viermal Zweite, einmal Vierte und einmal Fünfte und schlossen mit 30 Gesamtpunkten die Regatta auf dem zweiten Rang ab. Hinter dem spanischen und vor dem ungarischen Boot erhielten sie die Silbermedaille.